# Gmina Thisted
Gmina Thisted (duń. Thisted Kommune) – gmina w Danii w okręgu Vibirg Amt. Siedzibą władz gminy jest Thisted. Gmina Thisted została utworzona 1 kwietnia 1970 na mocy reformy podziału administracyjnego Danii. Kolejna reforma planowana jest na rok 2007.

## Dane liczbowe
- Liczba ludności: (♀ 14 557 + ♂ 14 576) = 29 133
  - wiek 0–6: 8,2%
  - wiek 7–16: 14,1%
  - wiek 17–66: 63,1%
  - wiek 67+: 14,6%
- zagęszczenie ludności: 51,7 osób/km²
- bezrobocie: 3,3% osób w wieku 17–66 lat
- cudzoziemcy z UE, Skandynawii i USA: 101 na 10.000 osób
- cudzoziemcy z krajów Trzeciego Świata: 165 na 10.000 osób
- liczba szkół podstawowych: 15 (liczba klas: 209)